# 山東滕鼎足球俱樂部
山东滕鼎足球俱乐部是一家位于中国山东省滕州市的足球俱乐部。

## 历史
山东滕鼎足球俱乐部成立于2012年4月，是全国第一支在县级成立的职业足球俱乐部。滕鼎俱乐部在2013年计划投资5000万，建立山东滕鼎足球学校，总占地300亩，规划建设20块足球场地及1万平方米的教学、办公、住宿、食堂等高标准配套设施。
滕鼎一度联系桑特拉奇，希望其担任主教练，本来谈判一切顺利，他也曾来滕州实地考察过，但最终因为他个人的原因而没有实现。
2013年山东滕鼎首次参加中国足球乙级联赛，预赛阶段列北区第四，进入全国总决赛。2013年10月27日，山东滕鼎在中乙半决赛中总比分1:2不敌河北中基，冲击中甲宣告失败。赛后山东腾鼎主场球迷集体追打河北球员球迷。11月11日，媒体报道中国足协决定对滕州赛区处以8万元罚款，并禁止球队下赛季使用滕州市奥林匹克体育中心为主场。11月3日，中乙联赛三四名决赛中，山东滕鼎客战深圳风鹏，球队只带了12人去客场。据报道，这是因为一些球员合同到期，不愿赴客场比赛。比赛开场时，由于球衣有问题，山东滕鼎队只有9人能够上场。比赛第20分钟，一名球员用胶带把号码贴在一件无号码的球衣上，才得以上场。第30分钟，另一名球员用同样的方法准备好了球衣，球队终于凑够了11人。最终球队1比4败北，排在总决赛第4名。中国足协表示，山东滕鼎的做法不算消极比赛，无法处罚。
2014年，山东滕鼎更换主场，搬家到淄博的齊都文化體育城體育場，再次参加中乙联赛。6月7日，联赛第7轮，主场与宁夏杞动力的比赛，山东滕鼎宣布罢赛。俱乐部给出的理由是，球队无法就奖金问题与球员达成一致，导致部分球员6月7日比赛迟到，“且考虑到队内停赛、伤病问题严重，经俱乐部与教练组研究，决定不参加6月7日主场对阵宁夏杞动力队的比赛”。但媒体报道，一名球员透露，球队虽一直按时发放工资，但长期拖欠奖金，2014年的奖金一直没有兑现，甚至还拖欠了2013年的一部分奖金；球员与老板商量未果，遂决定罢赛。